# Tabanus marmorosus
Tabanus marmorosus är en tvåvingeart som beskrevs av Surcouf 1909. Tabanus marmorosus ingår i släktet Tabanus och familjen bromsar. Inga underarter finns listade i Catalogue of Life.